# Лэмбо, Эрл
Эрл Луис «Кёрли» Лэмбо (англ. Earl Louis «Curly» Lambeau; 9 апреля 1898, Грин-Бей, Висконсин — 1 июня 1965, Стерджен-Бей, Висконсин) — игрок в американский футбол, игравший и тренировавший в Национальной Футбольной Лиге (НФЛ). Лэмбо является основателем и первым главным тренером команды «Грин-Бей Пэкерс». Лэмбо приводил свою команду к 6 чемпионским титулам в НФЛ, что является рекордом, наряду с Джорджем Халасом, тренером «Чикаго Беарз», имеющим в активе столько же чемпионских званий. Лэмбо был включён в Зал славы профессионального футбола в 1963 году.

## Молодые годы
Лэмбо родился 9 апреля 1898 года в Грин-Бей, Висконсин в семье выходцев из Бельгии, Марселина Лэмбо и Мэри Сары Тур.
Будучи учеником Восточной школы в Грин-Бей, которую он закончил в 1917 году, Лэмбо увлекался многими видами спорта и был капитаном школьной футбольной команды. В 1918 году, поступив в Университет Нотр-Дам, он попал в команду знаменитого тренера Кнута Рокне, создавшего «ирландский отряд», но заболевание тяжёлой формой тонзиллита заставило Лэмбо пропустить игры весеннего семестра.

## Профессиональный футбол

### Создание «Пэкерс»

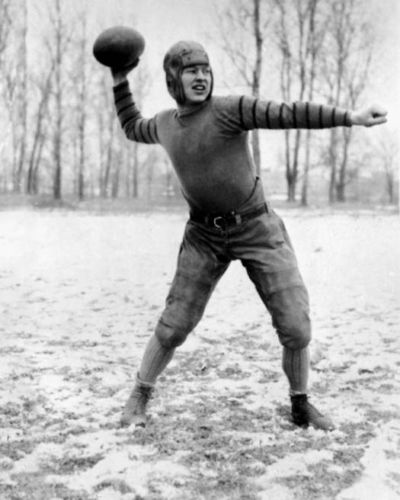
Лэмбо в Пэкерс, 1919.

По возвращении в Грин-Бей, Лэмбо устраивается на работу на местную консервную фабрику. Кёрли Лэмбо и Джордж Уитней Калхун договорились с работодателем о выделении им $500 долларов на футбольную форму, с этого момента и ведётся отсчёт истории футбольной команды Пэкерс. Осенью того же года основатели привлекли к работе бывшего футбольного тренера Западной школы Грин-Бей Вест, Уиларда «Большого Била» Райана. Как сообщалось, имя для команды было предложено Агнес Эйлворд, подругой Лэмбо. Сам Лэмбо хотел назвать команду «Грин-Бей Индианс», в знак благодарности компании за предоставленную форму, на что Агнес сказала: «Ради всего святого, Кёрли, почему бы тебе не назвать их просто „Грин-Бей Пэкерс!“». Права на название команды были проданы упаковочной компании АКМЕ, и команда стала официально именоваться «Пэкерс».
Первое время «Пэкерс» играли с командами из Висконсина и Мичигана, однако успех команды в 1919—1920 годах быстро привёл к присоединению к Американской профессиональной футбольной ассоциации (сейчас именуемой Национальной футбольной лигой) в 1921 году. В течение первого сезона команда принадлежала упаковочной компании АКМЕ и её управляющим — братьям Джону и Эммету Клэйр.

### «Грин-Бей Пэкерс»

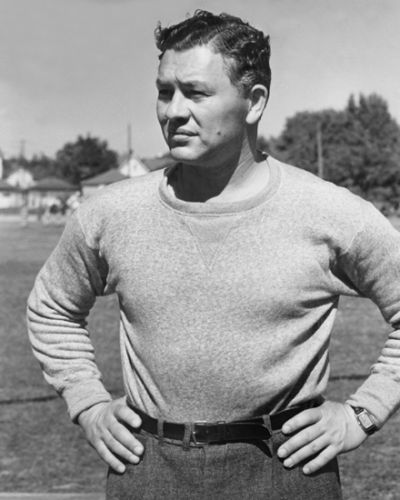
Лэмбо в 1940 году.

Через год Лэмбо, сменив в этой должности Уилларда Райана, становится тренером «Пэкерс» и занимает этот пост с 1920 по 1949 год. Большую часть этого времени он не только руководил тренировочным процессом, но и контролировал повседневную жизнь команды.
Изначально Лэмбо был капитаном команды, играя хафбэка в популярной для нападения того времени сингл-уинг формации, совмещая обязанности распасовщика и основного игрока на выносе. В 77 играх Лэмбо заработал 24 тачдауна пасом, 8 выносом и три в тачдауна на приёме. Лэмбо стал первым игроком в истории Грин-Бей Пэкерс отдавшим точный пас, отдавшим пас в тачдаун и реализовавшим филд-гол. Свой единственный титул чемпиона Национальной Футбольной Лиги в качестве играющего тренера он выиграл в 1929 году, после чего занимался уже только тренерской работой. В 1921 году Лэмбо был кикером команды. Также он забил по одному голу в 1922, 1924 и 1925 годах.
До того, как присоединиться к НФЛ, «Пэкерс» показали результат 19-2-1. Под руководством Лэмбо Пэкерс выиграли чемпионат НФЛ 6 раз: в 1929, 1930, 1931, 1936, 1939 и 1944 годах. В регулярных сезонах НФЛ «Пэкерс» показали результат 209-104-21 (.657), а в плей-офф 3-2 (.600). Лэмбо до сих пор является рекордсменом среди тренеров «Пэкерс» по количеству побед. Имея 209 побед, он оставляет далеко позади ближайшего преследователя, нынешнего тренера команды, Майка Маккарти. Количество поражений Лэмбо — 104, и этот результат тоже вряд ли кому-то удастся превзойти в ближайшем будущем.
Наиболее успешным периодом в истории «Пэкерс» являются 30-е годы 20 века, во многом благодаря ресиверу Дону Хатсону — одному из лучших ресиверов в истории НФЛ. Лэмбо и Хатсон явились одними из первых в НФЛ приверженцев игры по воздуху, что позволило «Пэкерс» доминировать в футболе 1930-х.

### Конец эры Лэмбо в «Грин-Бей»
В 1946 году Лэмбо приобрёл Роквуд лодж, бывший приют Норбертин, создав на этой территории первую самостоятельную тренировочную базу в профессиональном футболе. В совете директоров «Пэкерс» приобретение ценой $32000 и ремонтом, обошедшимся в $8000, сочли сомнительным вложением. Двое из директоров подали в отставку. Игроки команды также недолюбливали объект, отчасти потому, что поле на базе было чрезвычайно жёстким из-за известняка.
В дополнение ко всему, после ухода Хатсона в 1945 году, «Пэкерс» начали утрачивать былые позиции в футболе. Команда оставалась конкурентоспособной до 1948 года, когда впервые за 15 лет (с 1933 года) и всего второй раз в своей истории закончила сезон с отрицательным результатом. Следующий год был ещё хуже и до сих пор является худшим в истории «Пэкерс». В 1949 году команда выиграла всего две игры.
Обострились финансовые проблемы «Пэкерс», главным образом из-за покупки тренировочного центра Rockwood Lodge (Роквуд-Лодж). В начале сезона 1949 года Лэмбо передал контроль над командой своим помощникам для того, чтобы заняться решением финансовых проблем. Уменьшение зарплат сотрудников и урезание собственной зарплаты не помогло исправить ситуацию. К концу сезона «Пэкерс» оказались на пороге неминуемого банкротства. Лэмбо смог найти инвесторов, готовых вложить деньги в команду при условии, что уникальная структура общественной собственности будет отменена. В Грин-Бей, это предложение восприняли как оскорбление, что вызвало слухи о том, что НФЛ пытается заставить Лэмбо перевезти команду в другое место. Официальные лица команды ответили тем, что предложили Лэмбо пересмотренный контракт, практически полностью лишавший его влияния на дела команды, не имеющие прямого отношения к футболу. Просмотрев контракт, Лэмбо практически отшвырнул его. По сути, это был конец его 31-летнего срока пребывания у руля команды, которую он основал. Однако официально он не уходил в отставку до 1 февраля 1950 года. Это произошло через 7 дней после того, как база Роквуд сгорела в пожаре, причины которого до сих пор остаются невыясненными. Деньги, полученные от страховой компании на возмещение ущерба, с одной стороны частично решили финансовые проблемы «Пэкерс», а с другой — гарантировали то, что команда останется в Грин-Бей.

### После «Грин-Бей»
Лэмбо тренировал «Чикаго Кардиналс» в 1950—1951 и "Вашингтон Редскинз" в 1952—1953, но и близко не подошёл к былому уровню успеха. За 4 сезона его команды выиграли только 12 матчей. В августе 1954 года в Сенатор-отеле города Сакраменто Лэмбо ввязался в спор с хозяином «Редскинз», Джорджем Маршелом, после чего был уволен.
Кёрли Лэмбо завершил свою 33-летнюю тренерскую карьеру в НФЛ с официальным результатом 229-134-22 (.623).

## Личная жизнь
Лэмбо был женат три раза. Имел сына от первой жены Маргарит Ван Кессел, с которой они прожили с 1919 по 1934. Второй его женой с 1935 по 1940 была экс-мисс Калифорния Сюзан Джонсон, третьей — Грэйс Гарланд, с 1945 по 1955.
Лэмбо умер от инфаркта в Стерджерон-Бей 1 июня 1965 года в возрасте 67 лет. Смерть настигла его, когда он выходил из своего нового красного кадиллака для того, чтобы помочь косить траву отцу своей подруги Мэри Джейн Ван Дайс.

## Наследие

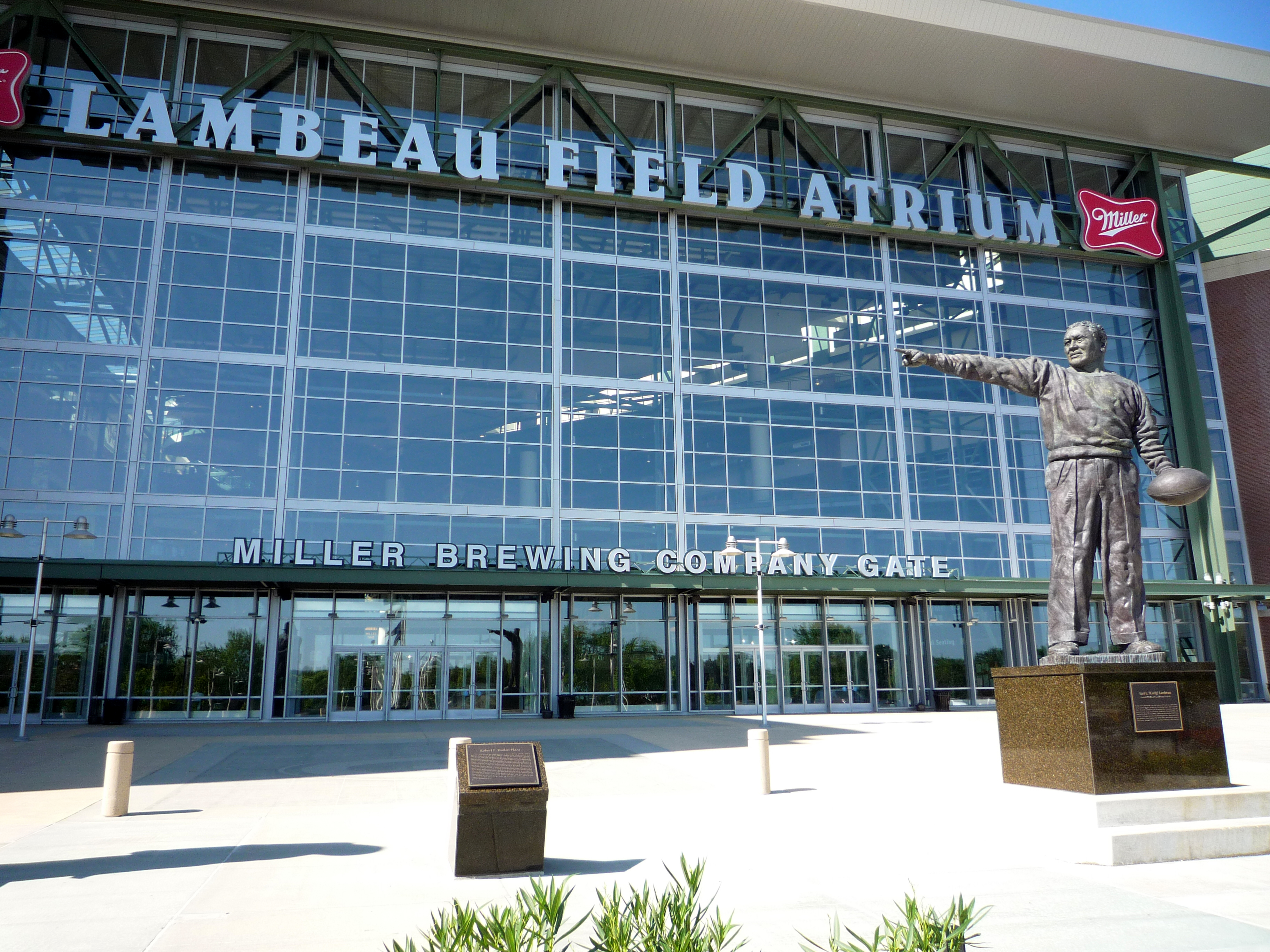
Памятник Кёрли Лэмбо, установленный неподалёку от главного входа на Лэмбо Филд

«Лэмбо Филд», домашний стадион «Пэкерс», назван в честь Кёрли Лэмбо. Сразу после открытия в 1957 году стадион официально назывался Городским, а неофициально — Новым Городским стадионом. В 1965 году стадиону присвоили современное название, произошло это через два месяца после смерти Лэмбо.
После реконструкции 2003 года у входа на стадион был установлен памятник Лэмбо.
В Грин-Бей есть улица, названная именем Кёрли Лэмбо, она расположена в индустриальной зоне Пэкерленд.
Лэмбо включён в Зал спортивной славы Висконсина в 1961 году.
Лэмбо включён в Зал славы профессионального футбола в 1963 году.